# Euxoa intricata
Euxoa intricata är en fjärilsart som beskrevs av Dyar 1920. Euxoa intricata ingår i släktet Euxoa och familjen nattflyn. Inga underarter finns listade i Catalogue of Life.